# 海譽

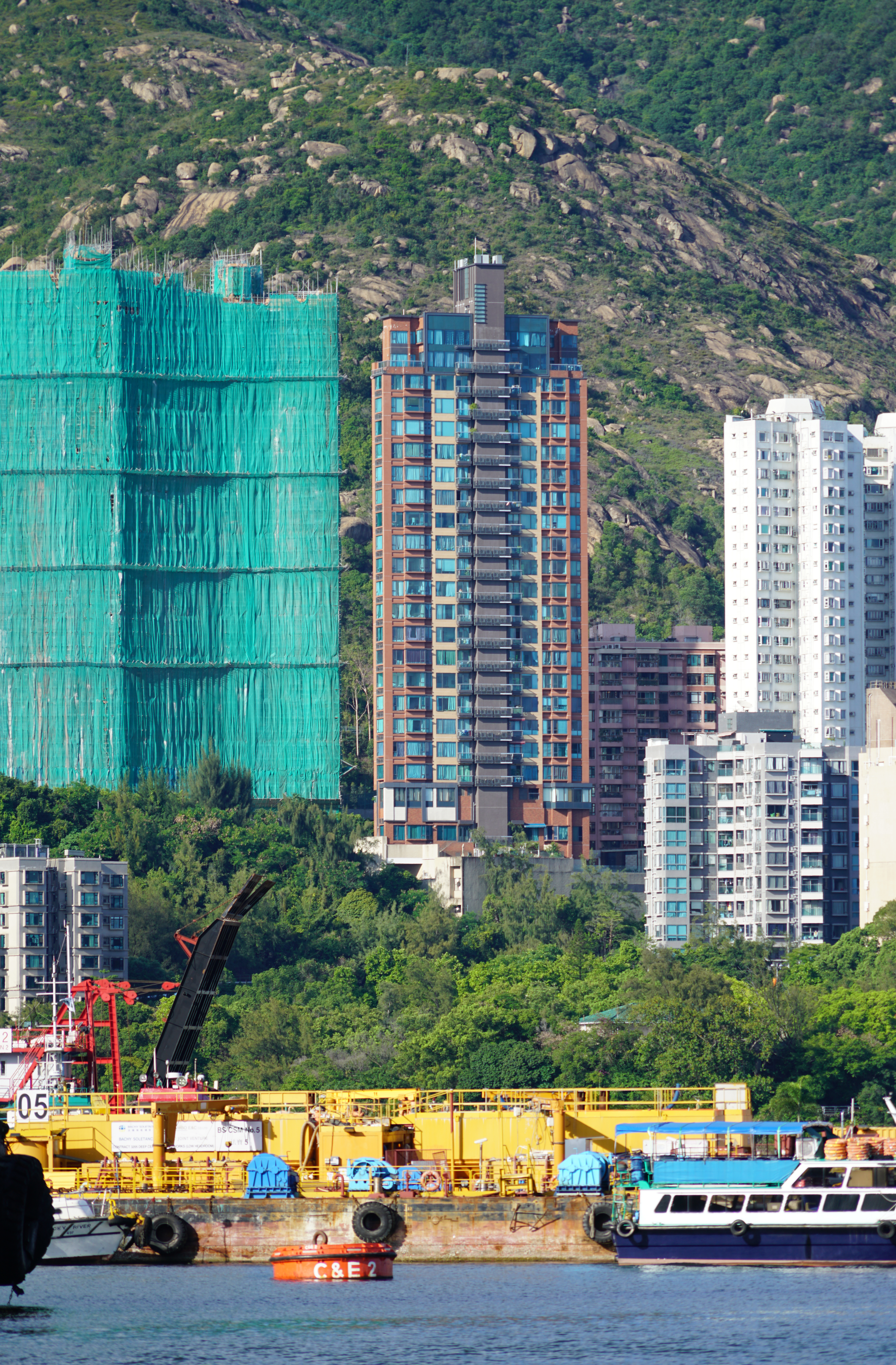
海譽每單位均南面向海

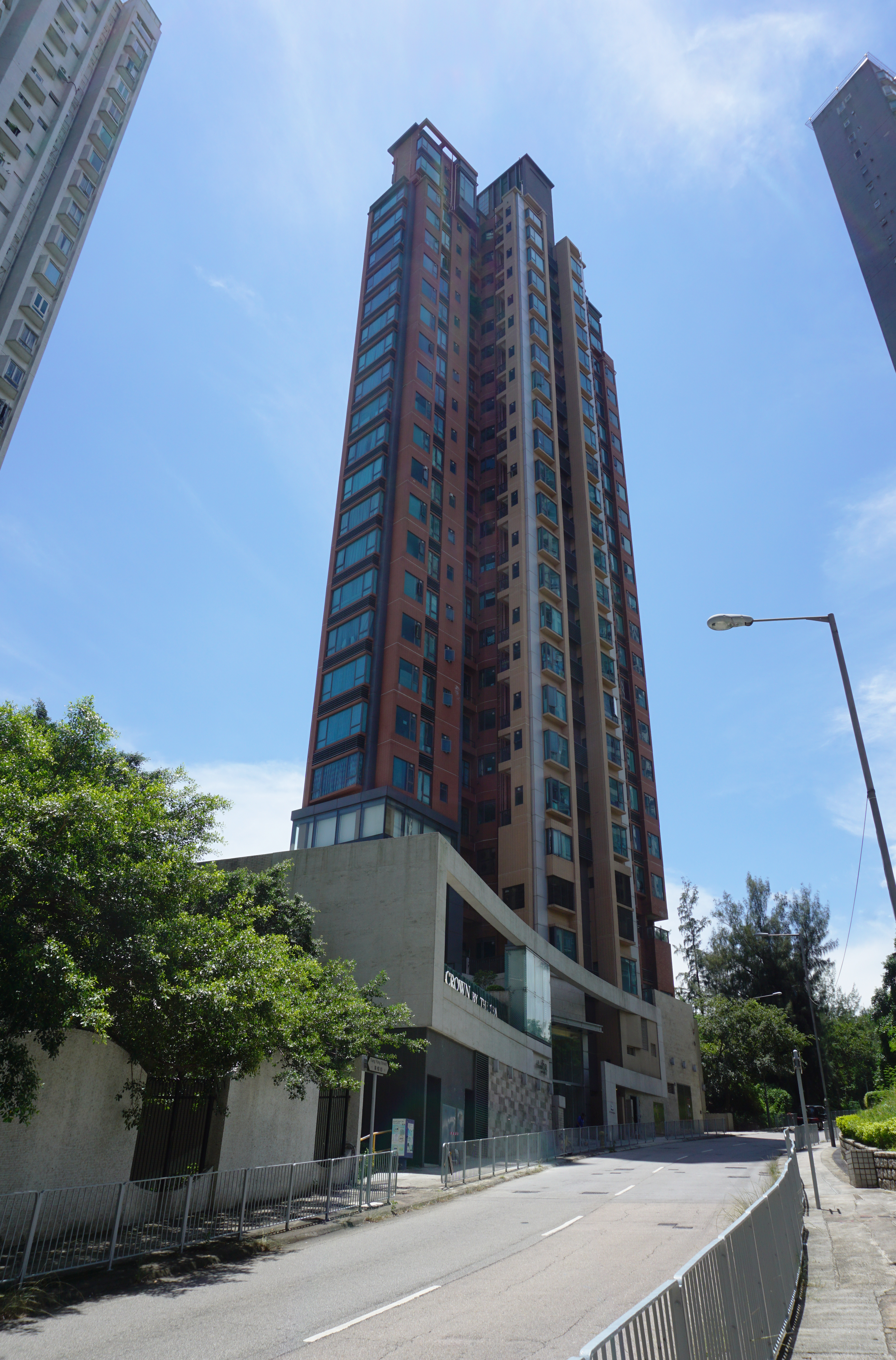
海譽北面向山房間及基座

海譽（英語：Crown By The Sea) 是一座位於香港屯門青榕街3號的私人住宅，由長實地產發展，於2012年落成。
海譽的單位樓底特高，一般是3.5米，部分位置甚至超過4米，是同區最高。另海譽自設戶外游泳池、健身室、閱讀室及停車場，車位比例充足，僅40伙住宅，共提供55個車位，亦備有訪客車位。

## 景觀
由於海譽位置處於地勢較高的青榕街，所以每戶均可享背山面海，前臨五灣的海景加多利灣、新咖啡灣、舊咖啡灣青山灣、加多利灣及香港黃金海岸。A室即使最低層的住宅仍可享全無遮擋的海景。

## 間隔
單位最少的間隔（B室）亦有5房3廁，A室更設6房3廁。房屋最小的多用途房窗台較大是該住宅區的特色，普遍用作衣帽間或書房用途。（香港以實用面積計價後，窗台變成優點，因窗台不計入實用面積，變相是「送贈」）
。
因此，相比同樣實用面積的新建住宅，海譽的可用空間大很多。以標準A室為例，實用1124呎，額外有80呎窗台空間沒計入實用面積，以香港房間標準而言，80呎是額外兩間普通房間的空間。

## 鄰近
- 哈羅香港國際學校
- 珠海學院
- 滿名山
- 加多利灣
- 新咖啡灣
- 舊咖啡灣
- 青山灣
- 香港黃金海岸
- 三聖墟
- 屯赤隧道